# Sociedade de Ciência da Lituânia

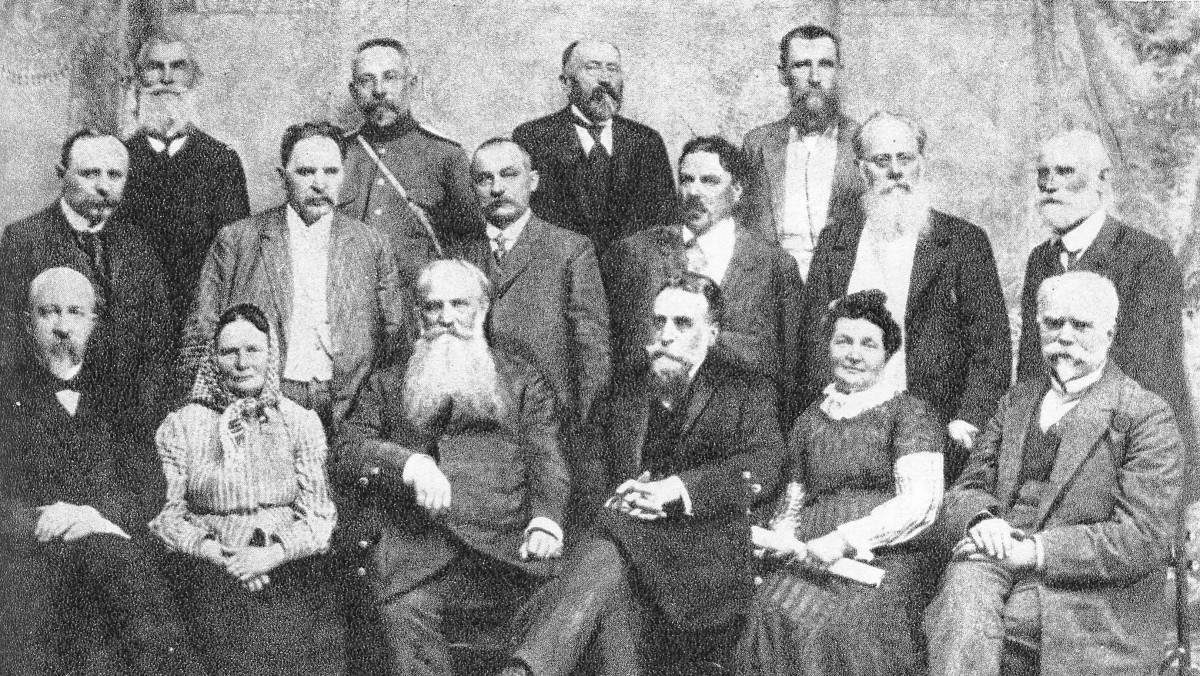
Membros da Sociedade de Ciência da Lituânia em 1912.

A Sociedade de Ciência da Lituânia foi uma organização científica, cultural, e educativa activa entre 1907 e 1940 em Vilnius, Lituânia. Foi fundado em 1907 na iniciativa de Jonas Basanavičius.
A assembleia de fundação realizou-se no dia 7 de abril de 1907 tendo sido eleito Jonas Basanavičius como presidente, Stasys Matulaitis e Povilas Matulionis como vice-presidentes, Jonas Vileišis como secretário, Antanas Vileišis como tesoureiro, e Antanas Smetona como guarda-livros. Outros membros da organização incluíram Juozas Tumas-Vaižgantas, Juozas Bagdonas, e Petras Vileišis. Jonas Basanavičius se manteve presidente até a sua morte em 1927.
A sociedade conduziu a pesquisa na língua lituana e os seus dialetos, junto com a pesquisa antropológica, arqueológica, e histórica. Operou uma biblioteca pública, arquivos, uma sala de leitura e um museu, tendo contribuído para o cenário cultural com a publicação de manuais lituanos. A sociedade também publicou o jornal escolar Lietuvių Tauta (a Nação Lituana). Em 1911, o magistrado de cidade de Vilnius decidiu demolir o Uppercastle e usar a colina para a um reservatório de armazenamento de água pública. A Sociedade de Ciência lituana e especialmente Jonas Basanavičius iniciou protestos, tendo ganho o caso. A sociedade também actuou a favor da conservação de Lida e o Castelo de Trakai.
A sociedade posteriormente teve como sede o Palácio Vileišis. Em 1938, foi interditada por autoridades polacas, que estiveram então no controle do Vilnius. Retomou as suas actividades em 1939, depois da recuperação da cidade por parte da Lituânia. A propriedade da sociedade foi transferida para o Instituto de Lithuanistics em 1940, e depois à Academia Lituana de Ciências. A maior parte das exposições foi depois transferida para o Museu Lituano de História e Etnografia; a colecção numismática foi ao Museu de Arte Lituano.